# The Germans (band)
The Germans is een Belgische band die in 2002 in Gent werd opgericht door Jakob Ampe (vocals, keyboards, gitaar), Vincent Cauwels (gitaar, backing vocals), Lennert Jacobs (drums, percussie, keyboards, gitaar) en Timothy Jacobs (bas). Sinds 2012 maakt Bolis Pupul (keyboards, gitaar, bas, backing vocals) deel uit van de band. The Germans maken (experimentele) rock en jazz.

## Geschiedenis
The Germans werd opgericht in 2002. Hun muziek werd aanvankelijk gelabeld als noiserock. In 2009 sloeg de band muzikaal een andere weg in met het experimentele album Grote Meneren / Straffe Madammen. Verschillende improvisatieconcerten werden gespeeld met onder andere Damo Suzuki (CAN) en Eugene Chadbourne. Voor de releaseshow van het album Mother Sings in Front of the House (2012) in de Gentse Vooruit werkten The Germans samen met de hedendaagse componisten Heleen Van Haegenborgh en Thomas Smetryns.
Het album Are Animals Different uit 2015 bestaat uit een langgerekt nummer dat te plaatsen is in kosmische muziek, krautrock, voodoo en psychedelica. Er volgden meer dan 40 concerten in binnen- en buitenland. Collega-muzikanten riepen de plaat in Humo uit tot plaat van het jaar. Voor het concert op Pukkelpop in 2015 werd samengewerkt met performer Pieter Ampe, de broer van zanger Jakob. De show met muziek in de genres krautrock, psychedelica, dub en elektronica ging vergezeld van performancekunst. Michael Ilegems van Knack noemde de show een "[p]rikkelende performance vol functioneel naakt". Pieter Coupé van De Morgen beoordeelde het concert met vier sterren.
In 2019 verscheen het eerste album van een drieluik. Het album Sexuality werd uitgebracht op het Belgische platenlabel Unday Records. Voor dit album werkten The Germans voor het eerst samen met producer Micha Volders. De single "William" werd opgepikt door Studio Brussel en Radio 1 en The Germans speelden een dertigtal concerten in België, waaronder in Les Ateliers Claus, Het Depot, Trix, Lokerse Feesten en op Pukkelpop. Ook werd er opgetreden in Nederland en in Zwitserland. Voor het concert op Deep In The Woods in de Ardennen werd samengewerkt met saxofonist Mattias De Craene en multi-instrumentalist/producer Dijf Sanders. Op Leffingeleuren verzorgde Charlotte Adigéry gastzang.
Tijdens de coronaperiode werd geschreven aan het tweede luik van de trilogie. Voor de opnames werd opnieuw samengewerkt met producer Micha Volders. De Franse hoorn kreeg een speciale rol op het album.

## Discografie
- Elf Shot Lame Witch, 2008
- Grote Meneren / Straffe Madammen, 2009
- Mother Sings in Front of the House, 2012
- Are Animals Different, 2015
- Sexuality, 2019
- Spirituality, 2024